# Рурич Роман Миколайович
Роман Рурич (нар. 25 травня 1989 року у Луцьку) — український футболіст, півзахисник луцької «Волині».
У першій лізі чемпіонату України дебютував 24 липня 2007 року в матчі «Фенікс-Іллічовець» — «Волинь».
З початку повномасштабного вторгнення росії в Україну втік до Сполучених Штатів Америки.